# 角落裡的老人
《角落裡的老人》（英語：The Old Man In the Corner）是匈牙利裔英國女性小說家艾瑪·奧希茲（Emma Orczy）所創作的一系列短篇推理小說，亦可以指小說中一位坐在咖啡室解謎的虛構的角色，此角色開創了推理小說的一種新創作模式，被稱為安樂椅神探，意指故事中的神探不會親自到案發現場搜集證據及審問證人，又不會與疑犯正面交鋒，只會透過報章及法庭新聞的資料，從而推理出犯罪者是誰。

## 故事簡介
全系列小說共有12個短篇故事，分別是《芬雀曲街謎案》、《菲力犘爾街竊案》、《約克郡謎案》、《地下鐵神秘命案》、《利物浦謎案》、《愛丁堡謎案》、《英倫銀行竊案》、《都柏林謎案》、《布萊頓暴力事件》、《總督公園謀殺案》、《吉尼維爾貴族系譜》及《柏西街神秘命案》。觀察家晚報的記者波頓小姐一日在咖啡室的角落遇到一個老人，這個角落裡的老人主動向波頓小姐破解新聞上的謎案，波頓小姐被角落裡的老人破案的過程吸引，經常到咖啡室留連，角落裡的老人每次都會一面解繩結，一面向波頓小姐講解案情。到了第十二次見面的柏西街神秘命案中，波頓小姐懷疑角落裡的老人就是兇手，自此波頓小姐就再沒見過角落裡的老人。